# Campiglossa peringueyi
Campiglossa peringueyi este o specie de muște din genul Campiglossa, familia Tephritidae. A fost descrisă pentru prima dată de Mario Bezzi în anul 1924. Conform Catalogue of Life specia Campiglossa peringueyi nu are subspecii cunoscute.